# Obbligazione convertibile
Una obbligazione convertibile è un titolo obbligazionario il cui rimborso può avvenire, a discrezione del sottoscrittore, attraverso la consegna di titoli di altra specie e di uguale valore.
Un'obbligazione convertibile in azioni, per esempio, implica che il sottoscrittore dell'obbligazione possa decidere di ricevere, alla scadenza del prestito obbligazionario, azioni della società emittente o di altra società anziché denaro. La convertibilità delle obbligazioni consente ai loro possessori di partecipare quindi all'incremento del prezzo dell'azione. Il tasso di conversione obbligazione/azione sarà tale che il prezzo delle azioni dovrà aumentare in modo notevole prima che tale conversione possa avvenire convenientemente.
L'emissione di questa tipologia di obbligazioni è un modo che l'azienda ha per evitare di trasmettere segnali negativi al mercato, poiché questa operazione lascia sottintendere che il management si aspetta buone performance aziendali in futuro e un incremento del prezzo dell'azione.

La conversione obbligazionaria può avvenire secondo due modalità: diretta e indiretta.
La modalità diretta prevede semplicemente la conversione da parte dell'obbligazionista delle proprie obbligazioni ad un rapporto prefissato in azioni della società emittente. La conversione indiretta prevede invece la conversione in azioni di una società diversa da quella emittente le obbligazioni.
Generalmente la conversione viene sospesa in particolari periodi dell'anno, ovvero in occasione di particolari eventi societari quali la distribuzione dei dividendi o l'approvazione del bilancio.
Le obbligazioni convertibili presentano una serie di vantaggi rispetto ai comuni investimenti obbligazionari o azionari. In primis occorre ricordare la priorità di rimborso di questa tipologia di titoli rispetto alle azioni in caso di fallimento societario. In secondo luogo, la natura obbligazionaria permette di risultare parzialmente protetti dai ribassi delle azioni sottostanti al titolo (sostenendo solo ribassi del valore delle obbligazioni convertibili rese meno appetibili dalla fase ribassista delle azioni). In caso di rialzo delle azioni è possibile trarre vantaggio dalla situazione esercitando il diritto di conversione o vendendo direttamente l'obbligazione convertibile ad un prezzo più alto di quello di acquisto. Lo svantaggio principale si origina in presenza di ribassi contemporanei del mercato obbligazionario e di quello azionario, che rendono svantaggiosa la conversione in azioni del titolo e nel contempo assicurano rendimenti inferiori a quelli ottenibili nello stesso momento da un'obbligazione ordinaria.
La legge italiana permette in questa forma l'emissione di azioni sotto la pari: in sede di conversione dell'obbligazione in azioni, si applica il rapporto di concambio obbligazione-azione determinato dall'organo amministrativo e dall'advisor. Il "prezzo" dell'azione può essere inferiore al valore nominale di quest'ultima, ed il disaggio è la differenza lucrata dall'obbligazionista fra quanto versato e quanto rimborsato.
L'amministratore delle società di capitali necessita di una delibera dell'assemblea degli azionisti relativamente all'ammontare delle nuove azioni da emettere e al periodo massimo di conversione, in base alle richieste degli obbligazionisti nel semestre precedente.

Spetta all'amministratore comunicare al Registro delle Imprese l'aumento del capitale sociale nominale derivante dalla conversione.
La prezzatura delle obbligazioni convertibili può avvenire tramite uno dei seguenti metodi: il modello binomiale, il metodo delle differenze finite, il metodo Monte Carlo.